# Viskafors
Viskafors est une localité de Suède située dans la commune de Borås du comté de Västra Götaland. Elle couvre une superficie de 3,86 km2. En 2010, elle compte 3 790 habitants.